# Mehlkäfer
Der Mehlkäfer (Tenebrio molitor) ist ein Käfer aus der Familie der Schwarzkäfer (Tenebrionidae).
Seine Larven werden allgemeinsprachlich wegen ihres wurmartigen Aussehens als Mehlwürmer bezeichnet. Sowohl Käfer als auch Larven sind bekannte  Vorratsschädlinge. T. molitor wird bereits seit dem 19. Jahrhundert als Futterinsekt für Terrarientiere und Vögel in menschlicher Obhut gehalten und gezüchtet. Neuerdings dienen die Larven auch als Speiseinsekten für den menschlichen Verzehr.

## Merkmale
Die Käfer werden 10 bis 18 Millimeter lang und haben einen etwas langgestreckten Körper. Ihr Kopf ist flach. Sie sind kurz nach dem Schlupf hell gefärbt, nach kurzer Zeit sind sie bereits rotbraun verfärbt, um nach und nach dunkler zu werden und schließlich eine schwarze Färbung am ganzen Körper zu erlangen. Auf den leicht gewölbten Deckflügeln verlaufen Längsrillen. Die Unterseite des Körpers, die Beine und die Fühler sind rotbraun gefärbt.

## Vorkommen
Die Käfer sind weltweit verbreitet und zählen zu den häufigsten Kulturfolgern. Im Freien bewohnen sie, gleich wie ihre Larven, Mulm, verrottendes Holz und Vogelnester. In der Umgebung der Menschen bewohnen sie Mehl und andere Getreideprodukte und halten sich bevorzugt an dunklen und warmen Stellen auf.

## Lebensweise
Die nachtaktiven Imagines ernähren sich von Getreide, Mehl, Backwaren und anderen Substanzen, in denen Stärke enthalten ist. Deshalb trifft man Mehlkäfer häufig in Bäckereien an, was aber nicht zwingend ein Hinweis mangelnder Hygiene sein muss. Sie fressen darüber hinaus auch andere Insekten und mitunter ihre eigenen Larven. Da sie sich tagsüber in dunklen Ritzen verbergen, machen sie vor allem durch die entstehenden Schäden auf sich aufmerksam. Die Käfer können fliegen, tun dies aber selten.
Die Larven ernähren sich, ähnlich wie die Käfer, in erster Linie von stärkehaltigen Stoffen, aber auch kannibalisch von den eigenen Artgenossen. Zudem verzehren sie die abgestreiften Häute der Larven und Puppen.

## Entwicklung
Die Weibchen legen innerhalb ihres drei- bis fünfmonatigen Lebens 100 bis 600 Eier einzeln oder in kleinen Gruppen meist an geschützten Stellen ab. Die Eier sind klebrig, weiß, etwa 1,5 Millimeter lang und oval. An ihnen haften Staub und Ähnliches an, was ihnen eine gute Tarnung verleiht. Nach 4 bis 14 Tagen schlüpfen die anfangs etwa 2 mm langen und weißlich gefärbten Larven. Ihr Körper hat schon bald eine goldbraune Färbung, nach jeder Häutung sind sie wieder hell weißlich und verfärben sich erst nach und nach erneut zu goldbraun. Je nach Bedingungen werden sie über die Dauer von 2 bis 4 Monaten etwa 4 cm lang, dann verpuppen sie sich. Von der Verpuppung bis zum Schlüpfen der Mehlkäfer vergehen meist weitere 14 Tage. Bei schlechten Umweltbedingungen kann dies auch länger dauern.

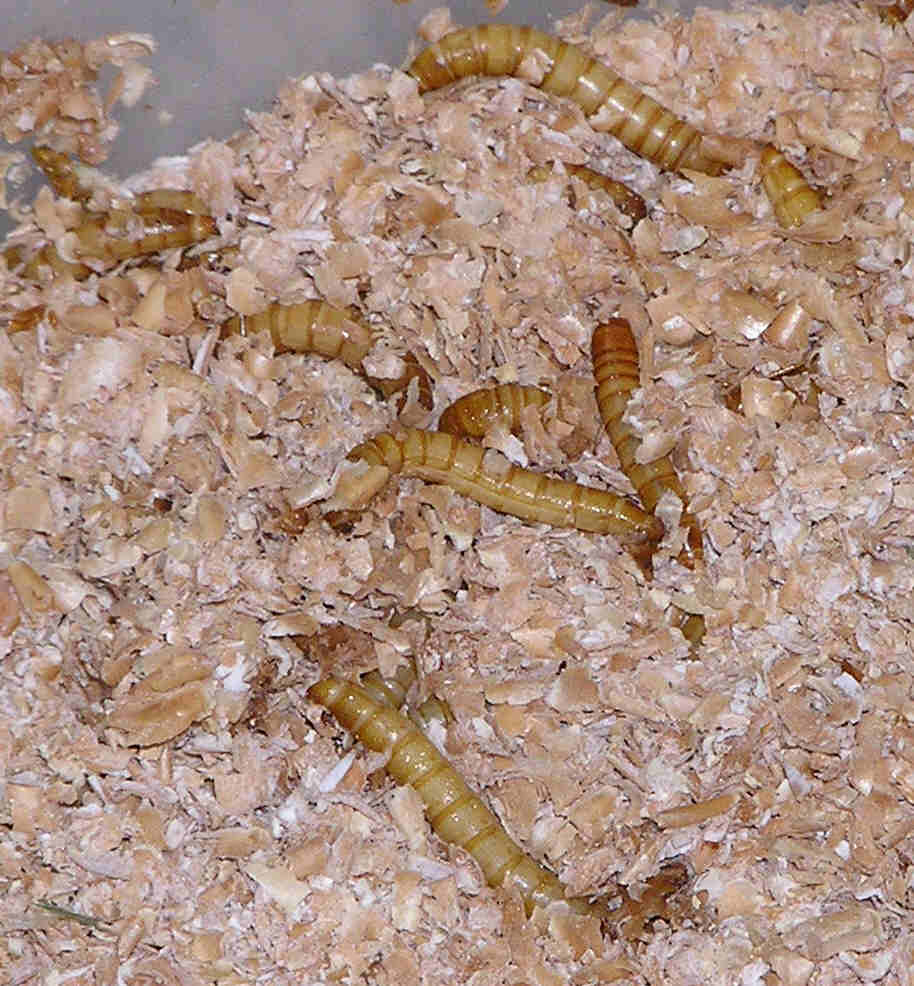
Mehlwürmer in Kleie
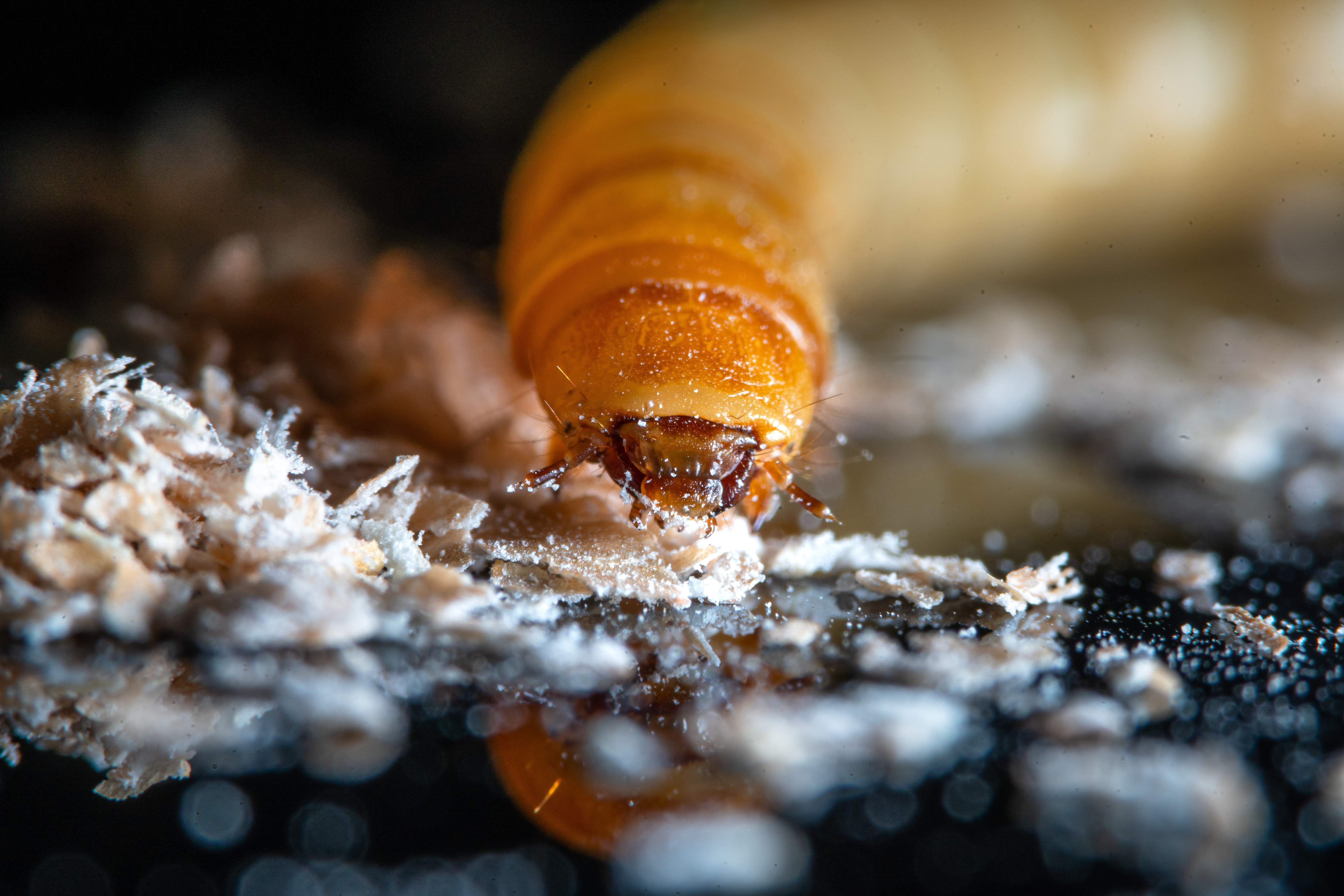
Makroaufnahme einer kleiefressenden Larve eines Mehlkäfers
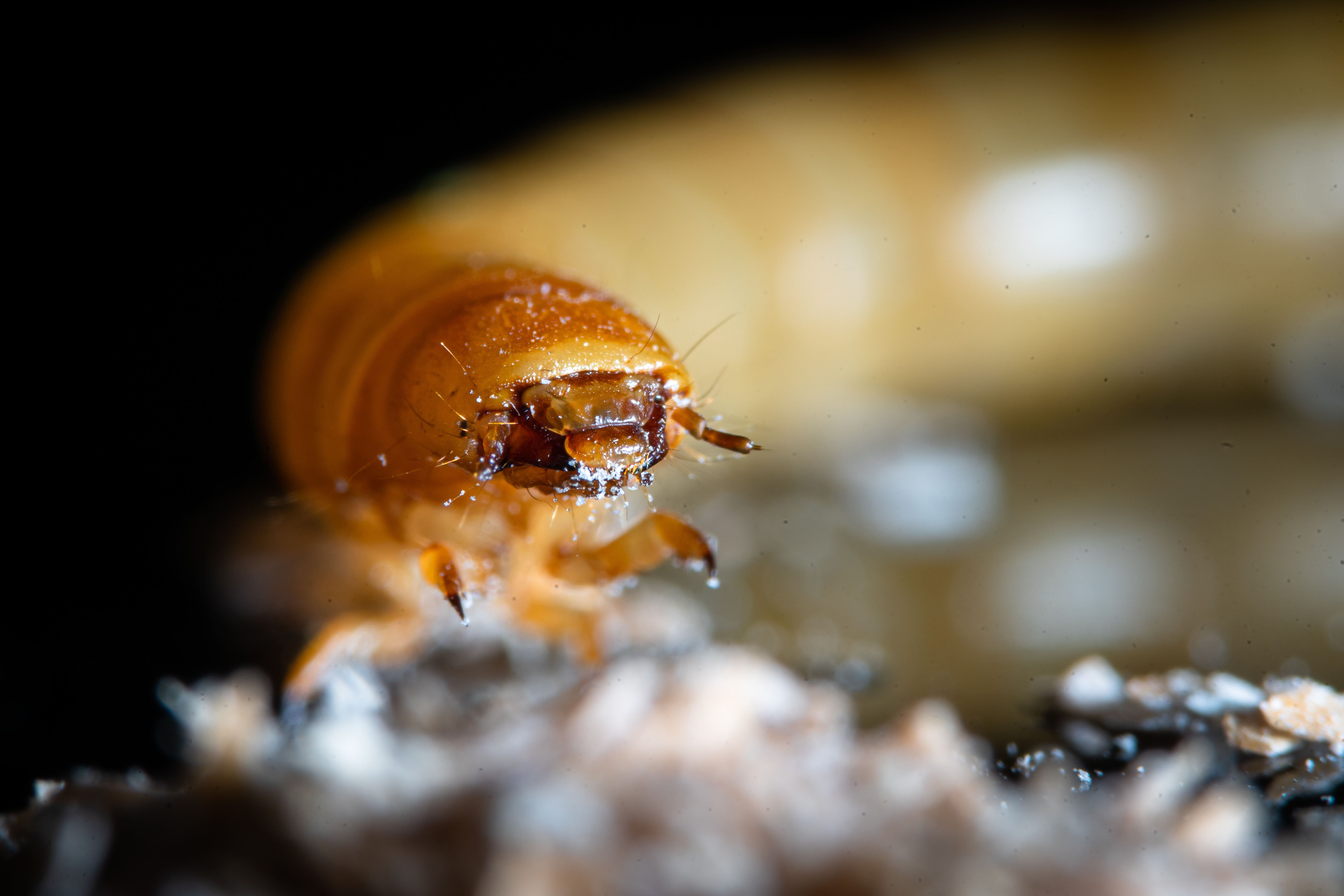
Frontale Makroaufnahme einer Mehlkäferlarve
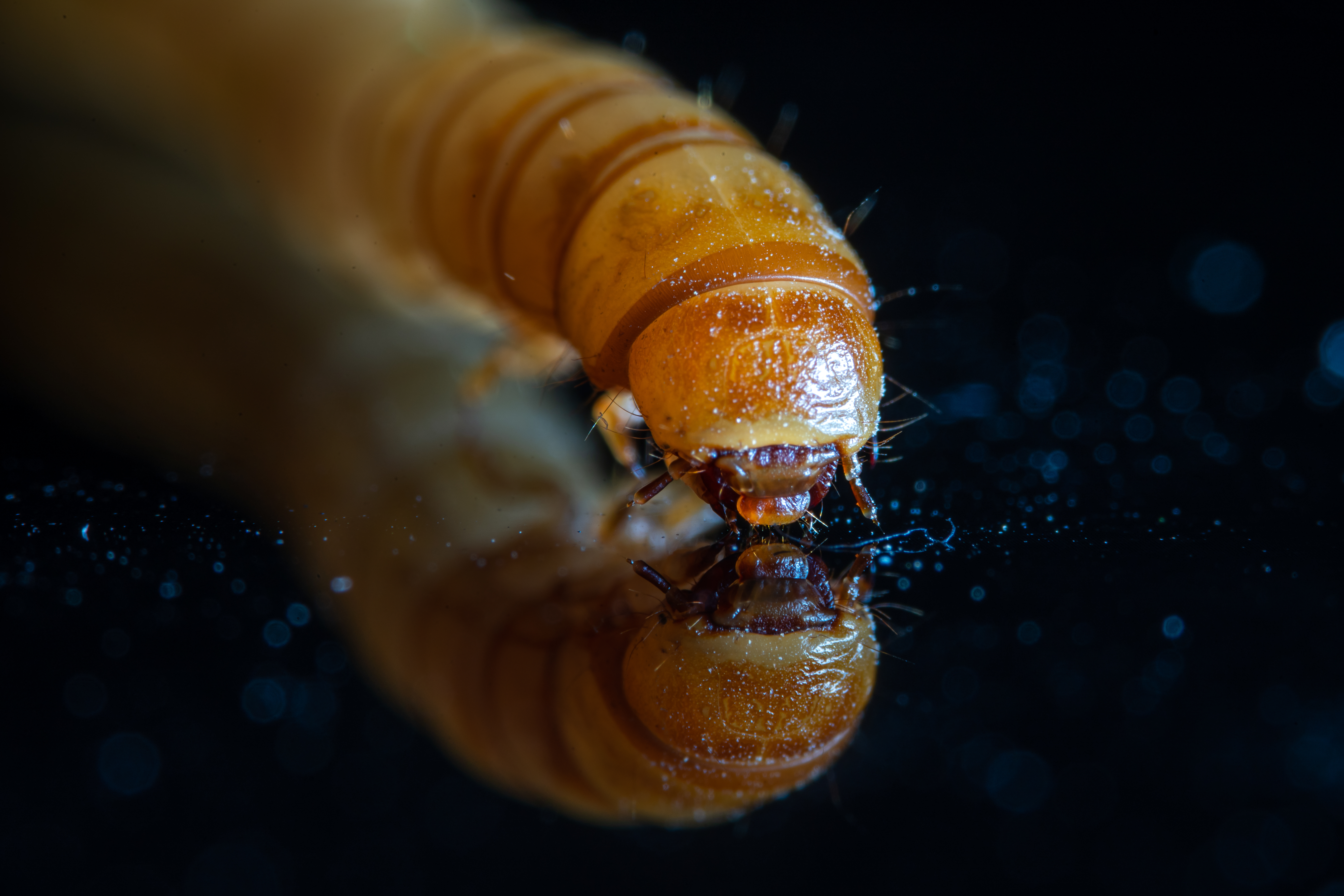
Makroaufnahme einer Mehlkäferlarve
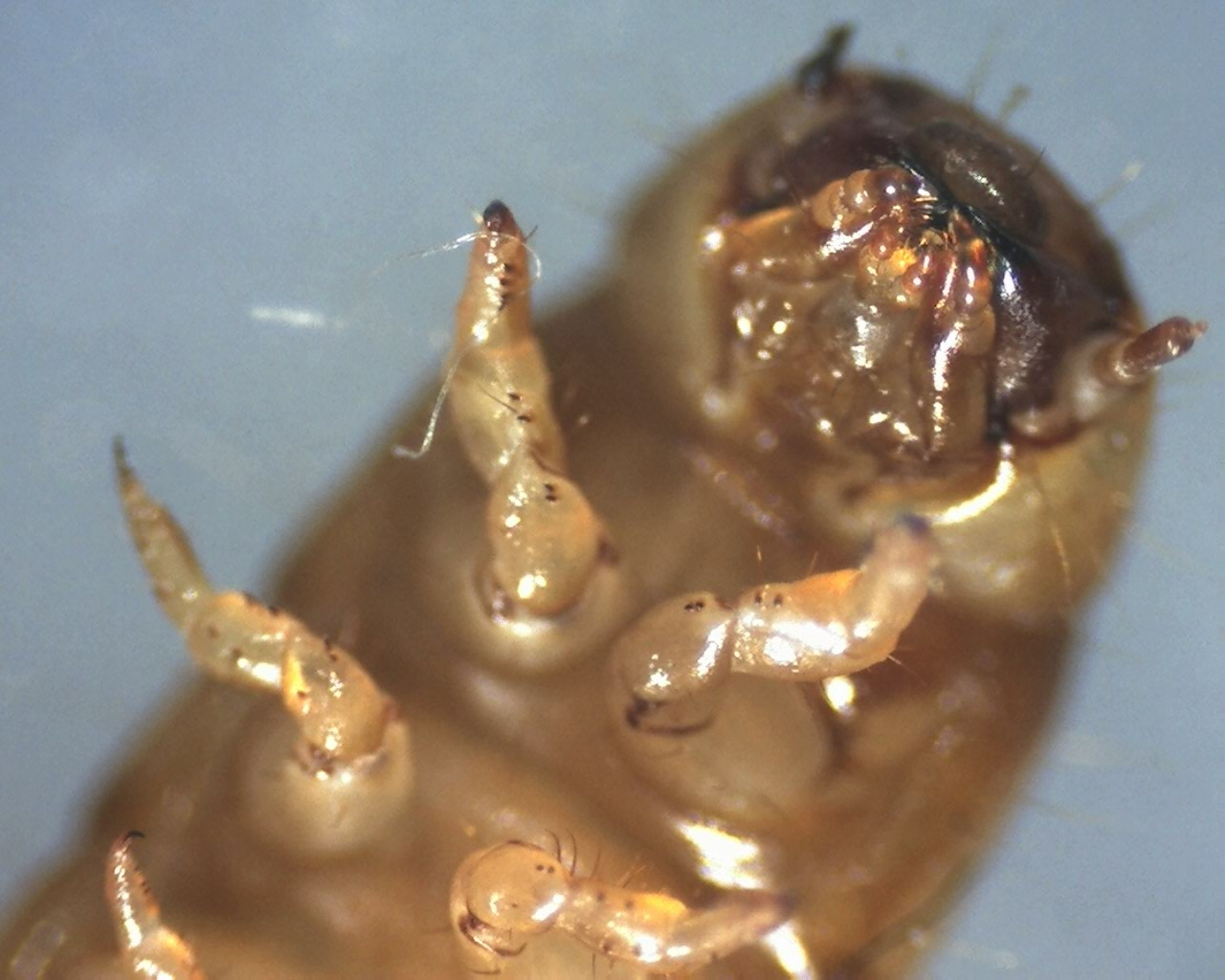
Ventrale Makroaufnahme eines Mehlwurms
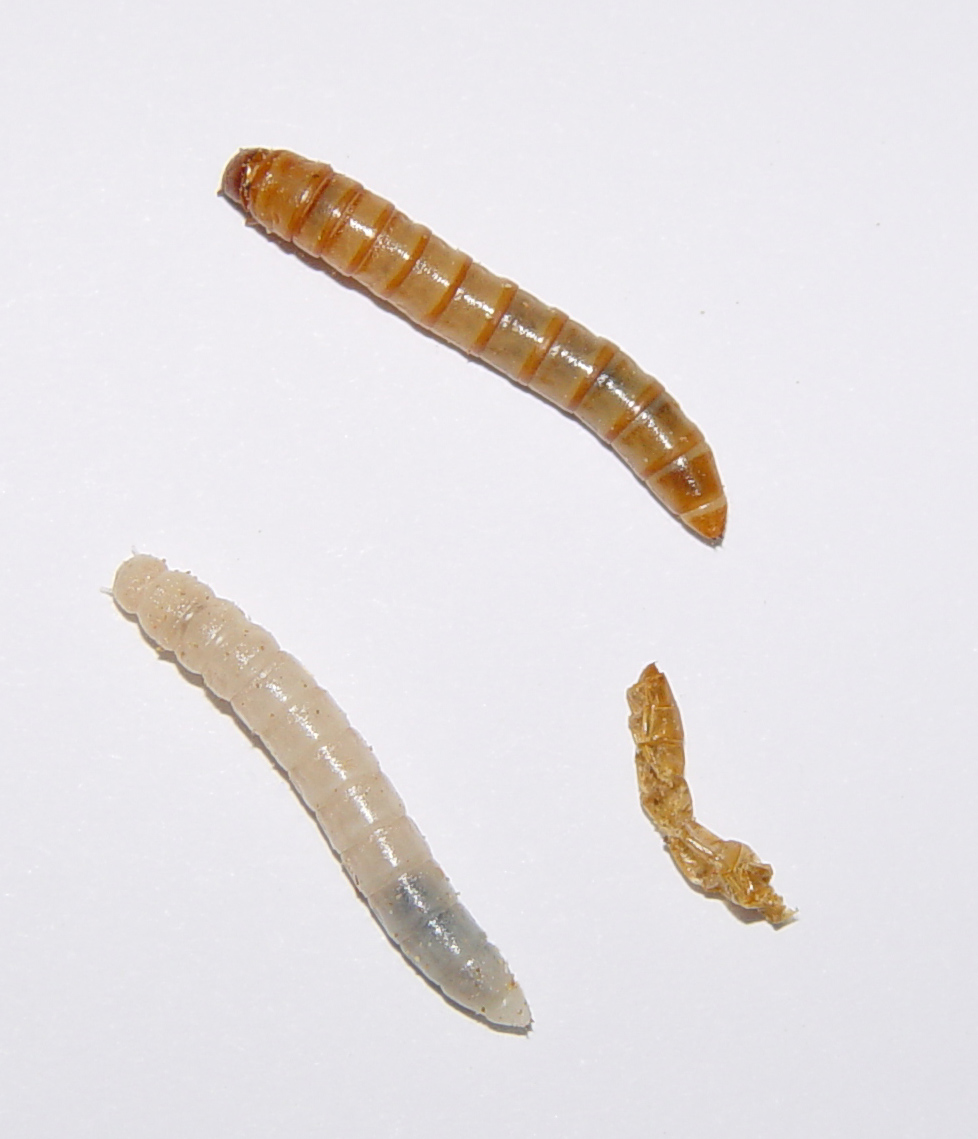
Larve vor (oben) und nach der Häutung (unten)
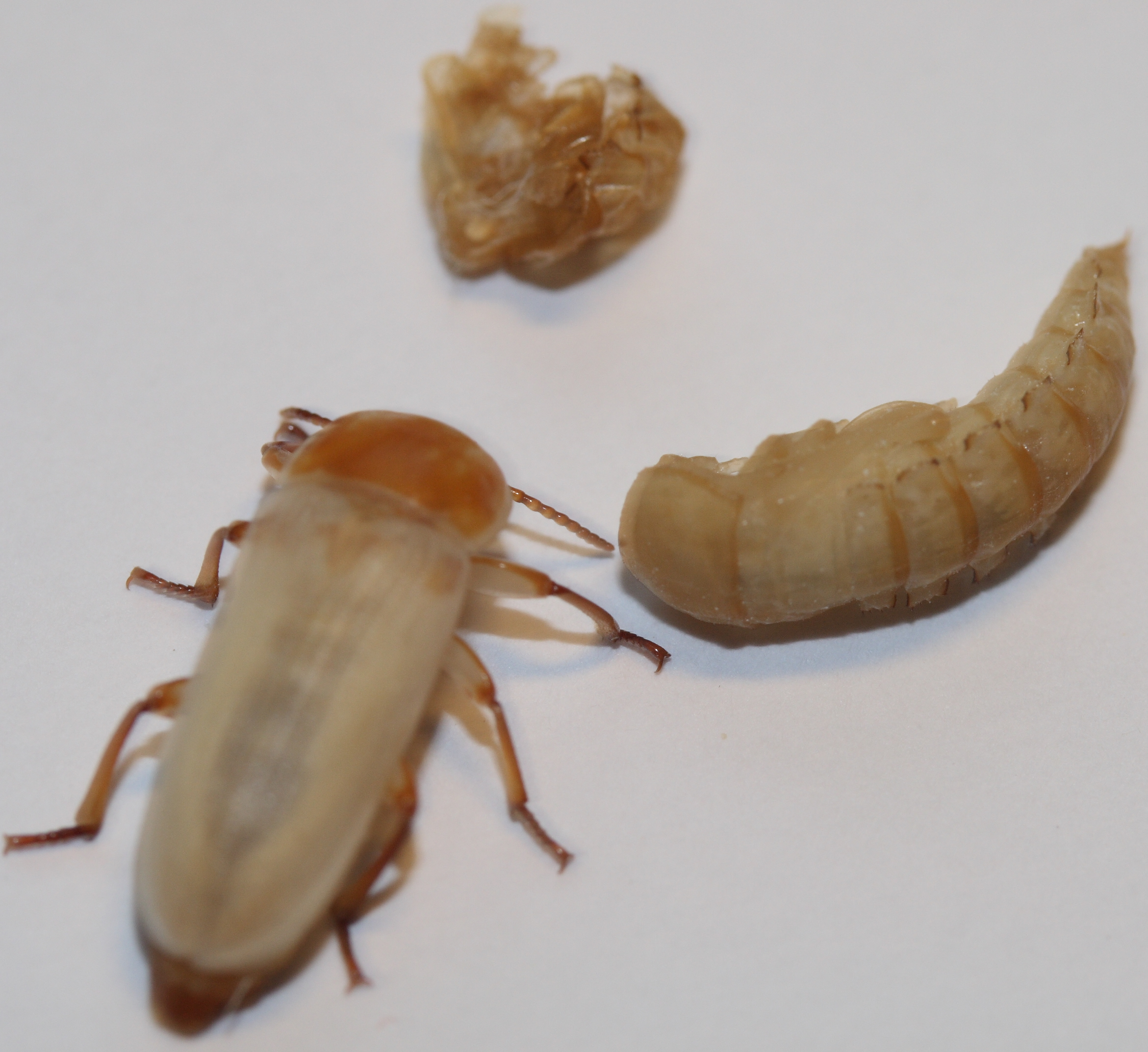
Puppe und frisch geschlüpfter Käfer. Im Hintergrund sieht man die abgestreifte Puppenhaut (Exuvie)
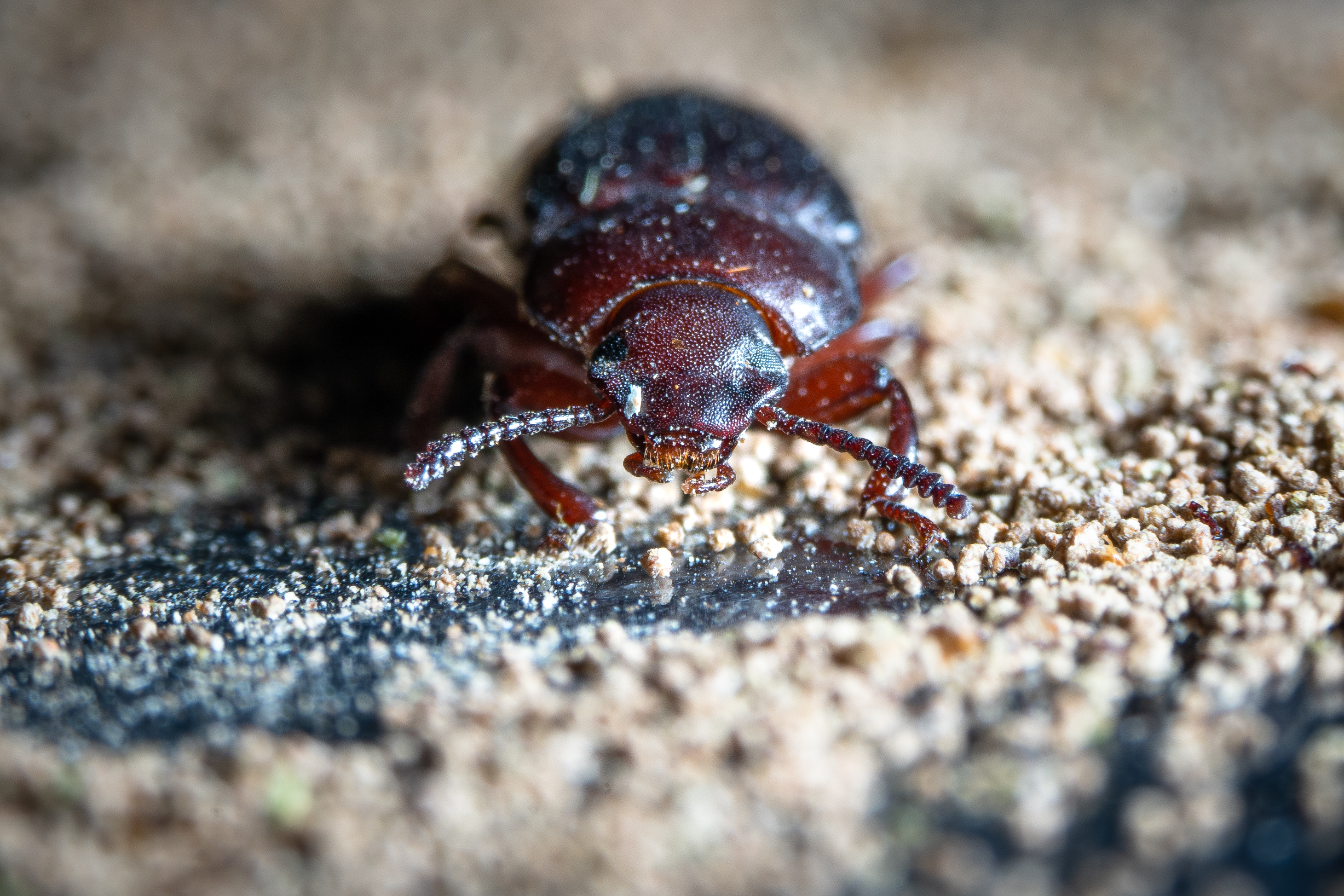
Frontale Makroaufnahme eines Mehlkäfers

## Nutzung durch den Menschen

### Mehlwürmer als Tierfutter
Mehlwürmer werden als Futterinsekten für insektenfressende Vögel und als Köder für Angler gezüchtet. Auch pflegebedürftige Fledermäuse werden von Fledermausschützern mit Mehlwürmern aufgepäppelt. Weiterhin sind Mehlwürmer, ihre Puppen und auch die adulten Käfer eine gute Proteinquelle für Nager wie Mäuse, Hamster, Lemminge usw. Sie werden von vielen Tieren lebend verspeist. Auch in der Terraristik werden Mehlwürmer häufig an Echsenarten oder Ameisen verfüttert, wobei es auf Grund des hohen Fett- und Eiweißgehaltes schnell zu einer Überfütterung kommen kann. Viele Terrarienbesitzer verwenden Mehlwürmer deshalb vor allem zum Aufpäppeln und Stärken ihrer Tiere.
Neben dem Heimtier- und Hobbybereich werden Mehlwürmer in der Nutztierhaltung eingesetzt. Mehlwürmer sind seit Juli 2017 in der EU für den Einsatz als Futtermittel in Aquakulturen zugelassen.

### Mehlwürmer als Lebensmittel

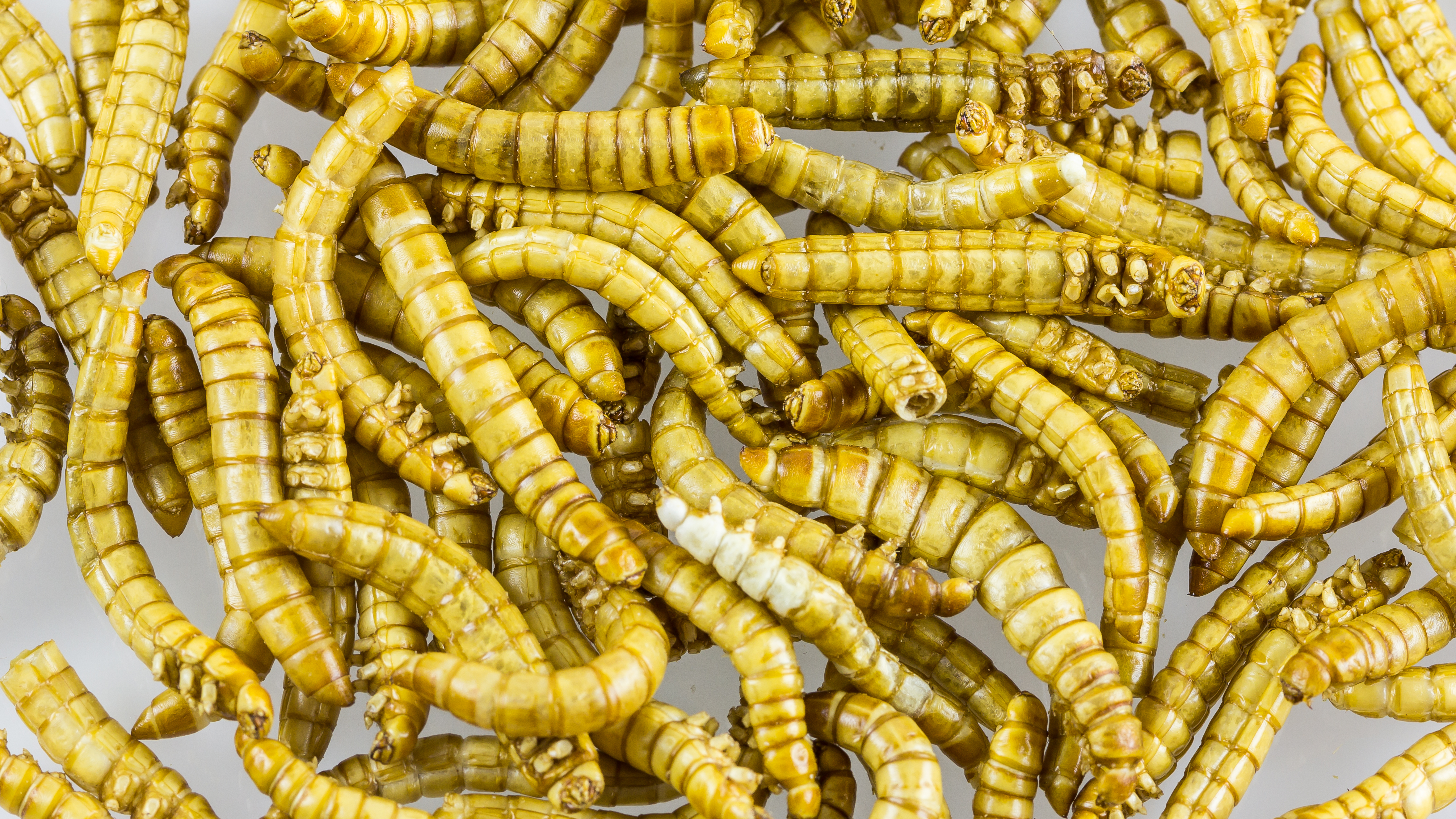
Gefriergetrocknete Mehlwürmer als Lebensmittel

Die Larven von Schwarzkäfer-Arten wie Mehlkäfer, Großer Schwarzkäfer oder Getreideschimmelkäfer werden als Speiseinsekten für den menschlichen Verzehr und den Einsatz in verarbeiteten Lebensmitteln gezüchtet, in Europa vor allem in den Niederlanden und Belgien, aber auch in Deutschland.

#### Sicherheit und Zulassung
Während Insekten in großen Teilen der Welt traditionell als Lebensmittel genutzt werden, gelten sie in Europa als neuartige Lebensmittel (Novel Food) und bedürfen einer Zulassung. In der Schweiz sind Mehlkäfer im Larvenstadium seit dem 1. Mai 2017 als Lebensmittel zugelassen. Sie dürfen damit unter bestimmten Voraussetzungen zu Lebensmittelzwecken als ganze Tiere, zerkleinert oder gemahlen an Verbraucher abgegeben werden. Im August 2017 brachte der Schweizer Einzelhändler Coop einen Hamburger-Bratling sowie Fleischbällchen aus Mehlwürmern auf den Markt. In der EU fallen Insekten als Lebensmittel unter die sogenannte Novel-Food-Verordnung, die seit 1. Januar 2018 gilt. Für Insekten und verarbeitete Produkte aus oder mit Insekten muss ein Zulassungsantrag bei der Europäischen Kommission gestellt werden. Die Sicherheit wird von der Europäischen Behörde für Lebensmittelsicherheit (EFSA) geprüft. Bis März 2020 lagen der EU-Kommission vier Anträge für Mehlkäfer als Lebensmittel vor. Am 13. Januar 2021 veröffentlichte die EFSA eine Risikobewertung, in der sie den Verzehr von Mehlwürmern durch den Menschen als unbedenklich einschätzte, sowohl als ganzes getrocknetes Insekt als auch in Pulverform. Am 3. Mai 2021 bestätigten die EU-Staaten gegenüber der EU-Kommission eine Zulassung. Im Juni 2021 wurde die Zulassung mit der Veröffentlichung der Durchführungsverordnung (EU) 2021/882 der EU-Kommission vom 1. Juni 2021 im Amtsblatt der EU offiziell. Die Mehlwürmer können der EU-Kommission zufolge als Snack oder Zutat verwendet werden, etwa in Protein- und Nudelprodukten oder in Keksen. Dieser erste Zulassungsantrag war vom Unternehmen SAS EAP Group (Agronutris) gestellt worden, das nach Inkrafttreten 5 Jahre lang das alleinige (mit Ausnahmen) Recht zum Verkauf dieses neuartigen Lebensmittels hat. Am 8. Februar 2022 folgte mit der Durchführungsverordnung (EU) 2022/169 eine zweite Zulassung, diesmal für gefrorene, getrocknete oder pulverförmige Larven. Am 20. Januar 2025 folgte mit der Durchführungsverordnung (EU) 2025/89 eine dritte Zulassung, diesmal für UV-behandeltes Pulver. Da hier ein Zulassungsantrag von Nutri'Earth zugrunde lag, erhielt dieser Hersteller ein alleiniges Verkaufsrecht für die Dauer von 5 Jahren.
Der Verzehr von Mehlwürmern ist als sicher bewertet, kann jedoch zu allergischen Reaktionen führen, gerade bei Menschen mit Hausstaubmilbenallergie oder einer Allergie gegen Krustentiere wie Garnelen, weshalb eine Allergenkennzeichnung erfolgen muss.

#### Inhaltsstoffe und Nährwert
Die Larven sind als Quelle für hochwertiges Protein ebenso verwertbar wie andere tierische Lebensmittel von Säugetieren, Vögeln oder Speisefischen. Sie enthalten Omega-3-Fettsäuren, Vitamine (A, B1 und B12), Mineralien (Kalzium, Kalium, Magnesium, Zink und Eisen) und Ballaststoffe. Die Nährwerte hängen allerdings stark vom Entwicklungsstand, der Art der verarbeiteten Körperteile und dem Nahrungsangebot während der Zucht ab, daher können die Nährwerte sehr stark schwanken.
 Nährwerttabellen 
| Energie auf 100 g                | 244 kcal     |
| -------------------------------- | ------------ |
| Fett davon gesättigte Fettsäuren | 15,7 g 3,9 g |
| Kohlenhydrate davon Zucker       | 2,6 g 2,6 g  |
| Eiweiß                           | 22,0 g       |
| Salz                             | 0,1 g        |

| Energie auf 100 g                | 516 kcal      |
| -------------------------------- | ------------- |
| Fett davon gesättigte Fettsäuren | 31,0 g 4,55 g |
| Kohlenhydrate davon Zucker       | 11,6 g 0,5 g  |
| Eiweiß                           | 45,1 g        |
| Salz                             | 0,45 g        |

#### Nachhaltigkeit
Auch ökologische Gründe werden als Argument für die Nutzung von Mehlwürmern als Lebensmittel angeführt. Mehlwürmer als Lebensmittel sollen zu einem nachhaltigeren Lebensmittelsystem in der EU beitragen. Mehlwürmer sind wie viele essbare Insekten nährstoffreich, verbrauchen aber verglichen mit vielen Fleischsorten und anderen tierischen Produkten weniger Ressourcen. So weisen Wissenschaftler der Universität Wageningen in einer Studie aus dem Jahr 2012 darauf hin, dass Mehlwürmer für die Produktion von einem Kilogramm essbaren Protein nur 43 Prozent der für Milch nötigen Landfläche benötigen und nur zehn Prozent des Landes, das für die Produktion von Rindfleisch benutzt wird.

### Mehlwürmer als Krankheitsüberträger
Mehlwürmer können Zwergbandwürmer (Hymenolepis nana und Hymenolepis diminuta) auf den Menschen übertragen. Beide Bandwurmarten sind Parasiten im Darm von Ratten, mit kotfressenden Gliederfüßern als Zwischenwirt. Wenn vor allem Kinder versehentlich einen Zwischenwirt wie den Käfer verschlucken, können sie infiziert werden. Fälle sind in Industrienationen allerdings sehr selten. Hymenolepis nana kann auch ohne Zwischenwirt, direkt von Mensch zu Mensch, übertragen werden.

### Mögliche Nutzung als Plastik-Verwerter
Im Jahre 2015 entdeckten Forscher an der Stanford University, dass Mehlwürmer in der Lage sind, Polystyrol zu verzehren und in CO2 und verrottbaren Kot zu zersetzen.
Die Verzehrmenge einer Hundertschaft von Würmern lag bei 35–39 mg täglich. Nach dem einmonatigen Experiment konnte kein Unterschied zwischen dem Gesundheitszustand von Mehlwürmern festgestellt werden, die sich ausschließlich von Polystyrol ernährten und solchen, die konventionelle Nahrung zu sich nahmen. Der Verdauungsvorgang ist im Einzelnen bislang unerforscht.

### Mehlwurmdünger
Bei der Mehlwurmzucht entstehender Kot wird im Fachhandel als trockener und geruchsloser Mehlwurmdünger verkauft.